# Pactolinus major
Pactolinus major är en skalbaggsart som först beskrevs av Carl von Linné 1767.  Pactolinus major ingår i släktet Pactolinus och familjen stumpbaggar. Inga underarter finns listade i Catalogue of Life.